# 公共座位

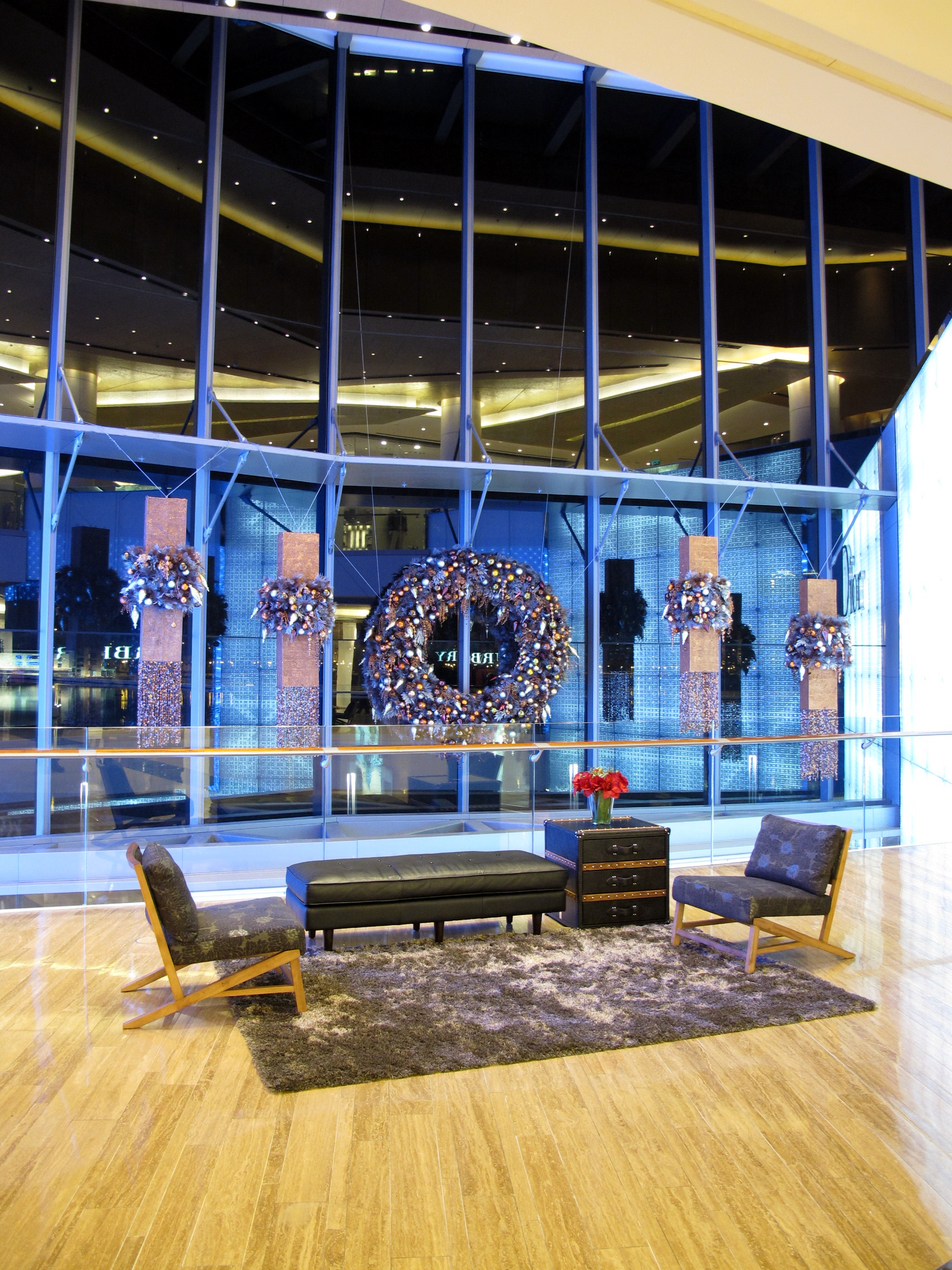
澳門壹號廣場內的公共座位

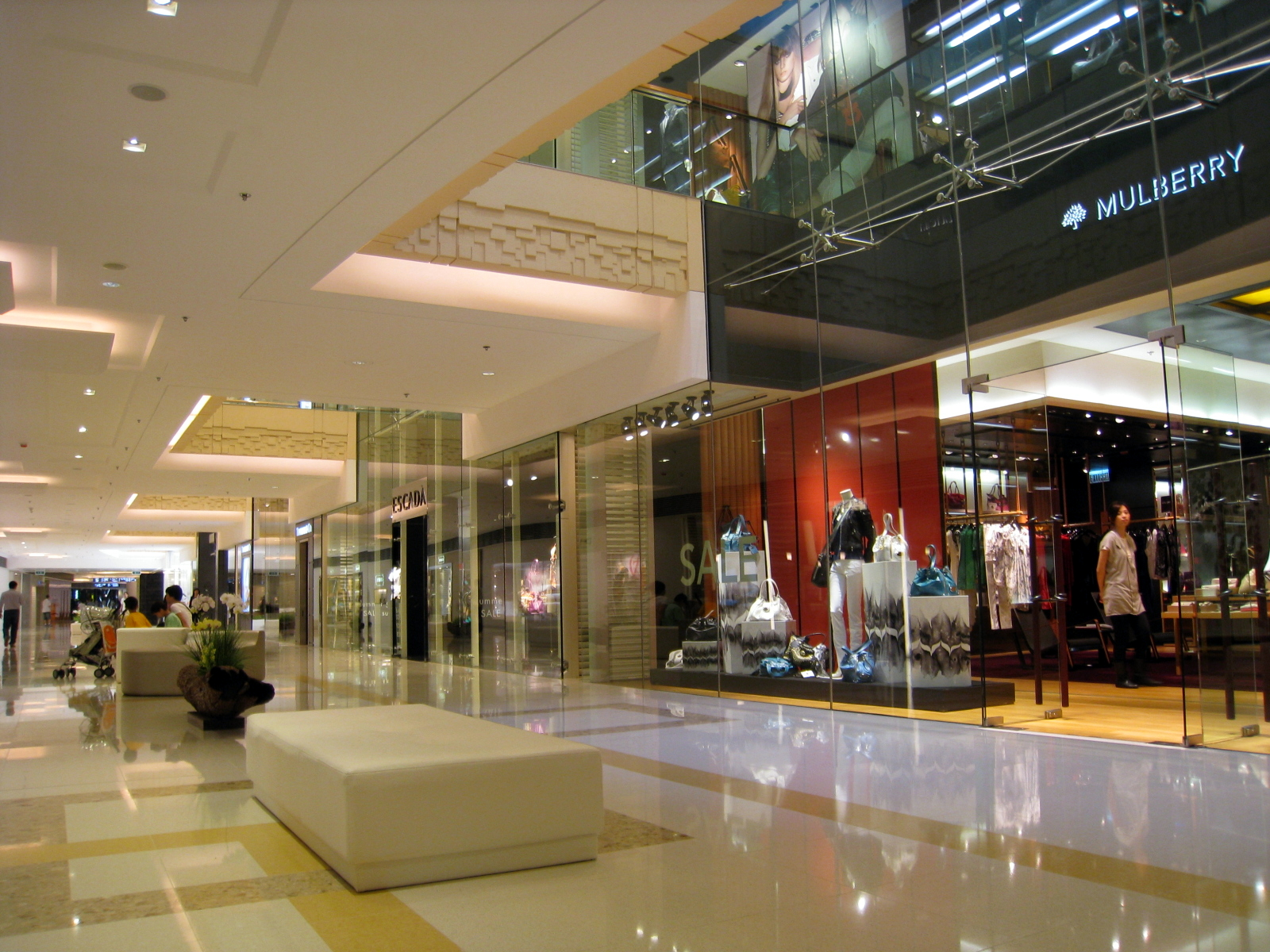
香港西九龍圓方的公共座位

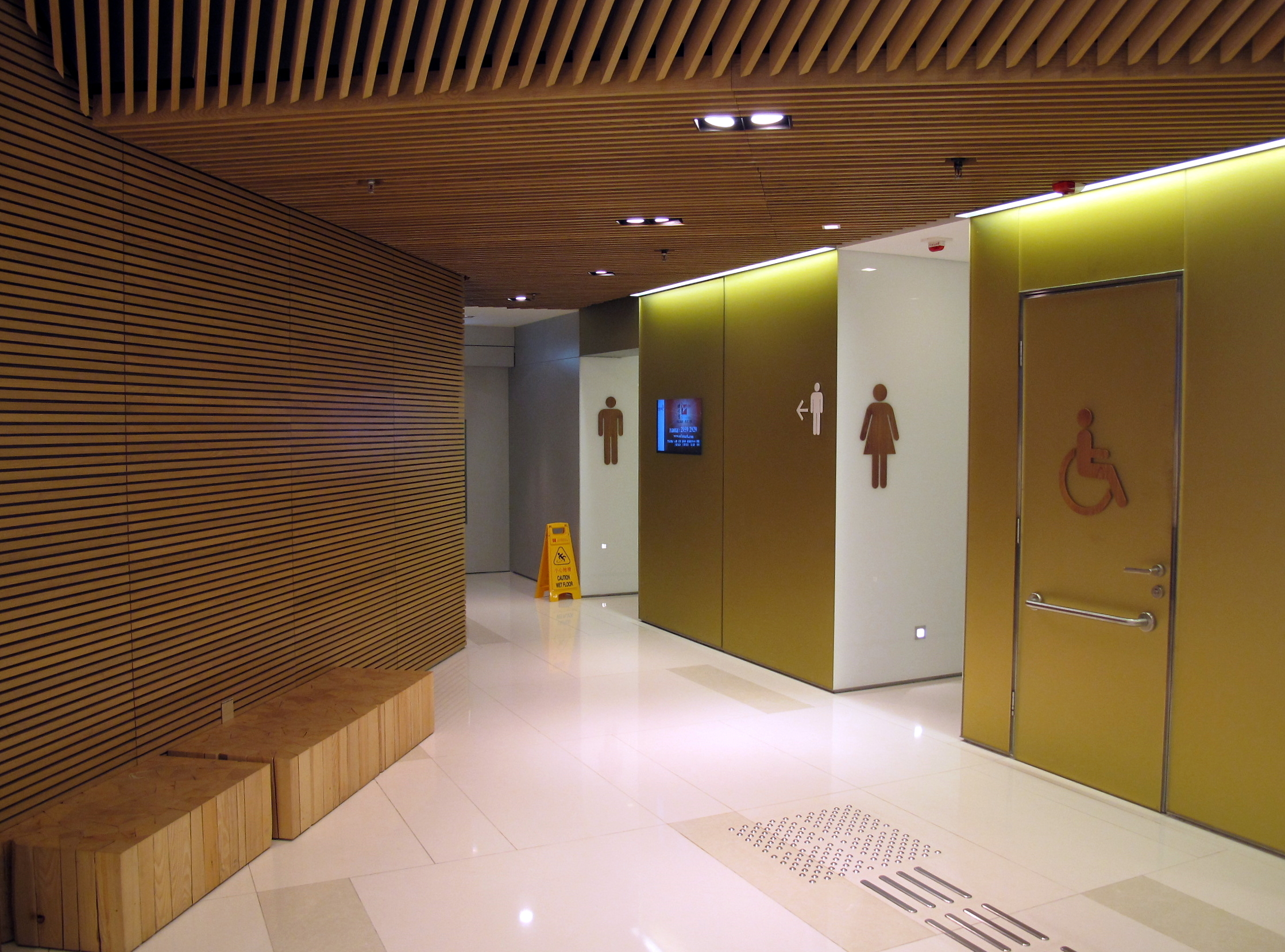
香港新蒲崗商場Mikiki的公共座位，只設置在洗手間入口。座位採用硬身木，令顧客坐得不舒服。

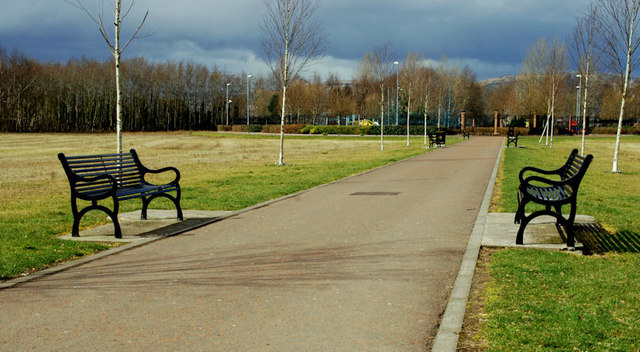
公園公共座位

公共座位是一種新的概念，繼公共空間之後。外國不少商場(例如英國Westfield London, Standford City)、日本Tokyo Midtown都設休憩區供不消費的遊人閒坐，休憩區的坐椅甚至是梳化椅。在利潤最大化的營商理念之下，部份商場業主都以管理主義及租客利益為先，不願設置公共座位，即使設有公共座位，也採用硬身物料，令顧客坐得不舒服，此情況在香港十分常見。目前香港只有觀塘東廣場、港鐵商場圓方及PopCorn有設置免費公共梳化座位給不消費的遊人坐，是一個新商場的設計方向。而外國商場更在場內多處設置休憩區，內設多張梳化公共座位以至設計椅，務求讓遊人可以有舒適的購物體驗。
公共座位的出現可以吸引人流，不過或者會產生「旺丁不旺財」的現場。適合地方面積大，租金平宜的商場。
常見公共座位的地方:
- 公園
- 室內體育場
- 機場
- 車站
- 碼頭
- 購物商場

## 非商業經營的公共座位

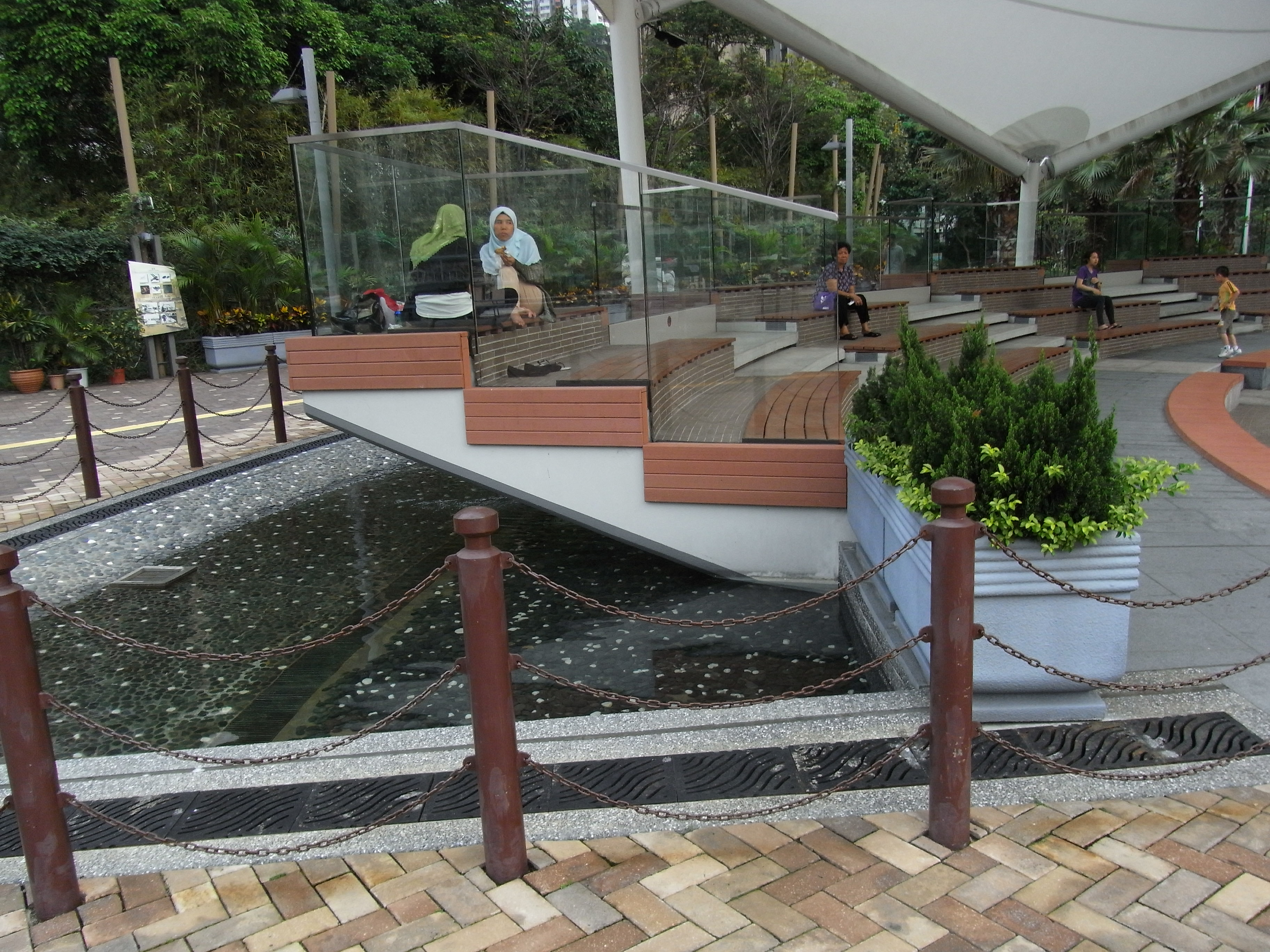
鴨脷洲風之塔公園
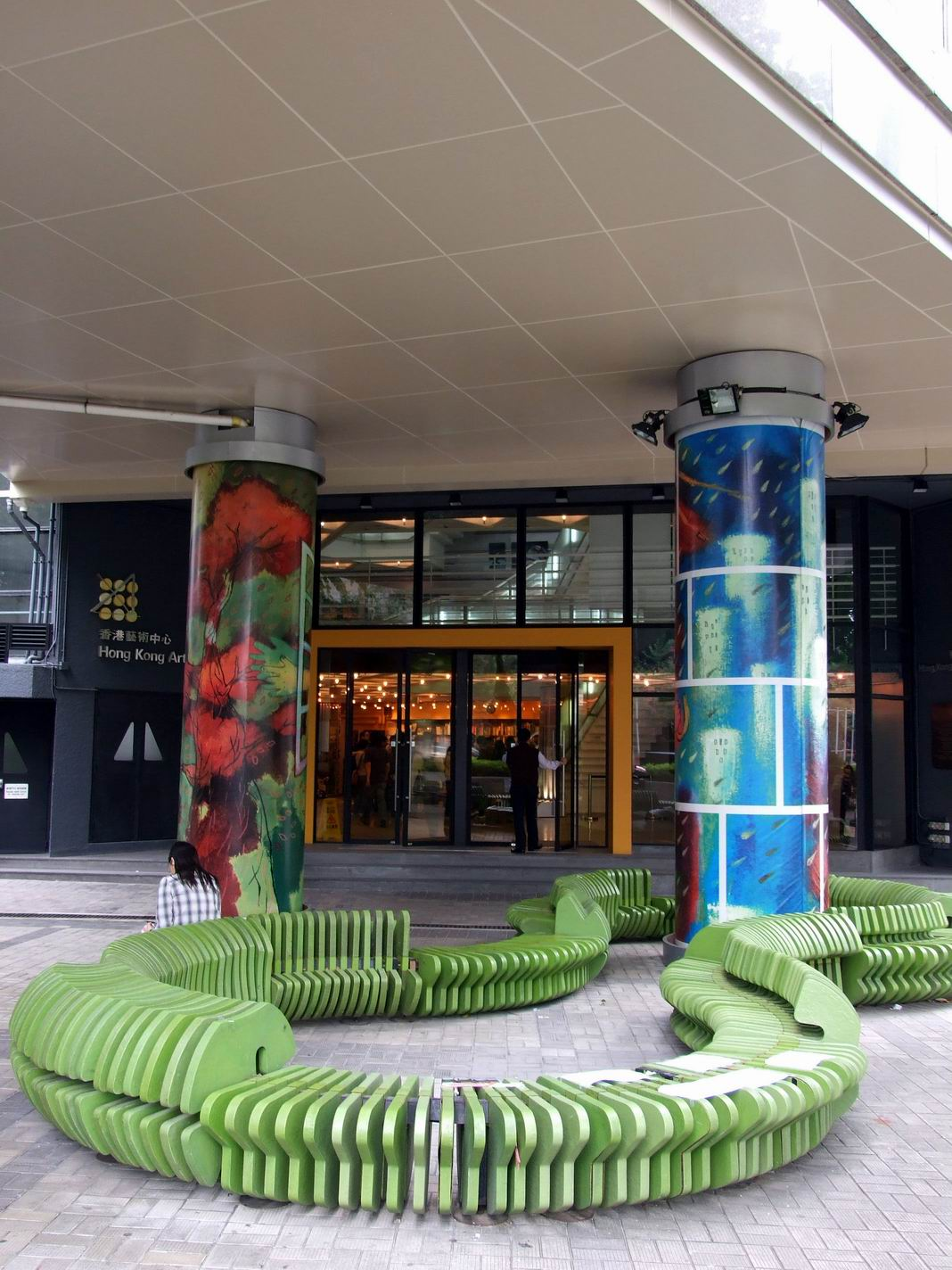
香港藝術中心